# Cena města Vídně za architekturu
Cena města Vidně za architekturu, německy Preis der Stadt Wien für Architektur nebo Architekturpreis der Stadt Wien, je ocenění, které od roku 1947 uděluje Vídeň za dosavadní dílo v oboru architektura. Je dotována částkou 8 000 euro.

## Nositelé
- 1947: Oskar Strnad
- 1948: Oswald Haerdtl
- 1949: Otto Niedermoser
- 1950: Max Fellerer
- 1951: Franz Schuster
- 1952: Erich Boltenstern
- 1953: Siegfried Theiss
- 1954: Roland Rainer
- 1955: Lois Welzenbacher
- 1956: Eugen Wörle
- 1957: Clemens Holzmeister
- 1958: Richard Neutra
- 1959: Karl Schwanzer
- 1960: Wilhelm Hubatsch
- 1961: Ernst Plischke
- 1962: neudělena
- 1963: Hans Jaksch
- 1964: Friedrich Euler
- 1965: Norbert Schlesinger
- 1966: Herbert Thurner
- 1967: Eugen Wachberger
- 1968: Wolfgang Windbrechtinger
- 1969: Gustav Peichl
- 1970: Johannes Spalt
- 1971: Wilhelm Holzbauer
- 1972: Victor Gruen
- 1973: Ottokar Uhl
- 1974: Hans Hollein
- 1975: Ernst Hiesmayr
- 1976: Johann Georg Gsteu
- 1977: Anton Schweighofer
- 1978: Hans Puchhammer
- 1979: Friedrich Kurrent
- 1980: Margarete Schütte-Lihotzky
- 1981: Gunther Wawrik
- 1982: Rob Krier
- 1983: Heinz Tesar
- 1984: Viktor Hufnagl
- 1985: Hermann Czech
- 1986: Bernard Rudofsky
- 1987: Günther Feuerstein
- 1988: Wolf D. Prix a Helmut Swiczinsky
- 1989: Günther Domenig
- 1990: Boris Podrecca
- 1991: Adolf Krischanitz
- 1992: Helmut Richter
- 1993: Luigi Blau
- 1994: Otto Häuselmayer
- 1995: Raimund Abraham
- 1996: Elsa Prochazka
- 1997: Franz Eberhard Kneissl
- 1998: Michael Loudon
- 1999: Rudolf Prohazka
- 2000: Marta Schreieck a Dieter Henke
- 2001: Laurids Ortner
- 2002: Jabornegg & Palffy (Christian Jabornegg a Andras Palffy)
- 2003: Walter Stelzhammer
- 2004: Rüdiger Lainer
- 2005: ARTEC Architekten (Bettina Götz, Richard Manahl)
- 2006: Delugan-Meissl (Elke Meißl-Delugan, Roman Delugan)
- 2007: Gregor Eichinger, Christian Knechtl
- 2008: Heidulf Gerngross
- 2009: Fasch & Fuchs (Hemma Fasch, Jakob Fuchs)
- 2010: Carl Pruscha
- 2011: Helmut Wimmer
- 2012: Johann Winter
- 2013: Werner Neuwirth
- 2014: PPAG architects ztgmbh
- 2015: Laura P. Spinadel
- 2016: Architekturbüro querkraft
- 2017: Fattinger Orso Architektur
- 2018: heri&salli Architektur
- 2019: the next ENTERprise Architects ZT GmbH; harnoncourt, fuchs & partner
- 2020: gaupenraub +/- (Alexander Hagner, Ulrike Schartner)
- 2021: Auböck + Kárász Landscape Architects (Maria Auböck a János Kárász)